# Melody Gardot
Melody Gardot (2 febbraio 1985) è una cantante jazz statunitense.
A oggi l'artista è accreditata di 5 milioni di dischi venduti nel mondo.

## Biografia
Nata nel New Jersey ma cresciuta a Philadelphia, durante l'infanzia venne educata prevalentemente dai nonni, poiché la madre, di professione fotografa, era spesso in viaggio. Cominciò a prendere lezioni di musica a 9 anni e a suonare il pianoforte nei locali di Philadelphia a 16 anni: nel suo repertorio vi erano influenze disparate come The Mamas & the Papas, Duke Ellington ma anche i Radiohead.
Nel novembre 2003, mentre andava in bicicletta a Philadelphia, venne investita da una Jeep Cherokee il cui conducente aveva ignorato un semaforo rosso: riportò gravissimi danni alla testa e alla spina dorsale e il suo bacino si ruppe in due punti. La gravità delle ferite la costrinse a rimanere in un letto d'ospedale, sdraiata sulla schiena, per un anno intero. Dovette inoltre imparare di nuovo a svolgere semplici attività come spazzolarsi i denti e camminare; dal punto di vista neurologico, l'incidente la rese ipersensibile alla luce e ai suoni, costringendola pertanto a indossare costantemente occhiali da sole per riparare gli occhi. Inoltre, riportò danni alla memoria a breve e a lungo termine e il suo senso del tempo risultò compromesso: la Gardot ha descritto la fatica di dover convivere con tutto ciò come "dover scalare l'Everest ogni giorno".
A seguito dell'incidente, le connessioni della sua corteccia cerebrale nelle zone che presiedevano alla percezione e alle funzioni mentali più elevate erano rimaste danneggiate, riducendo la Gardot (come lei stessa si espresse) a "una specie di vegetale": oltre ad avere enormi difficoltà a parlare e a comunicare, non riusciva più a trovare le giuste parole per esprimere le sue sensazioni.
L'idea di ricorrere alla musicoterapia venne a un medico che l'aveva in cura: grazie ai benefici effetti della musica i suoi danni cerebrali migliorarono sensibilmente. All'inizio, la Gardot imparò a canticchiare a bocca chiusa fino a riuscire a registrare la sua voce mentre cantava con un registratore. Mentre era in ospedale, imparò a suonare la chitarra e iniziò a scrivere canzoni, che talvolta trattavano della sua riabilitazione: queste canzoni vennero rese disponibili per il download su iTunes (vennero poi pubblicate nell'EP Some Lessons: The Bedroom Sessions del 2005). Una volta uscita dall'ospedale, continuò a suonare la sua musica, fino a venire notata dalla stazione radio WXPN, gestita dalla University of Pennsylvania di Philadelphia, che aveva già aiutato a lanciare la carriera di Norah Jones e che la incoraggiò a incidere una demo, che suscitò l'interesse dei discografici della Universal Records.
Il suo primo album, intitolato Worrisome Heart, venne pubblicato nel 2006, e venne poi ripubblicato dalla Verve Records nel 2008. Dopo un primo incontro a New York nel 2008, la Gardot iniziò una collaborazione con il produttore Larry Klein, assieme al quale realizzò il secondo album, My One and Only Thrill, uscito il 28 aprile 2009. Sempre nel 2009 uscì un EP dal vivo, Live from SoHo. Nel 2007 la Gardot vinse il VSA International Young Soloists Award. Fra le sue influenze cita artisti blues e jazz come Judy Garland, Janis Joplin, Miles Davis, Duke Ellington, Stan Getz e George Gershwin, ma anche esponenti della musica latina come Caetano Veloso.
Per diversi anni dopo il suo incidente, la cantante ha viaggiato accompagnata da un fisioterapista personale e ha indossato una macchina TENS applicata alla vita che rilasciava scariche elettriche per ridurre il dolore. Melody Gardot afferma inoltre che un ulteriore aiuto nella lotta contro il dolore le è venuto dalla cucina macrobiotica: cucinare per diverse ore al giorno allevia il dolore e la rilassa, distraendola dal pensiero delle sue condizioni. Melody Gardot è una buddhista praticante.
A seguito della sua esperienza personale, la Gardot è diventata un'attiva sostenitrice dell'uso della musica come terapia del dolore, partecipando a incontri presso università e ospedali.
Nel 2010 canta If I'm Lucky nell'album Sophisticated ladies con i Charlie Haden Quartet West per la Emarcy.
Nel 2012 esce The Absence, il terzo album dell'artista: questo lavoro segna una parziale svolta nello stile della cantante, poiché al consueto jazz ella accosta melodie e tematiche pertinenti all'America Latina, mutuate nel corso dei suoi viaggi. Dall'album viene estratto il singolo Mira e ne esce una edizione deluxe contenente un DVD del making of e una cover di La Vie en rose eseguita da Melody. L'album raggiunge la prima posizione nella classifica Jazz Albums e nella VG-lista per due settimane, terza nella Syndicat national de l'édition phonographique e nella Sverigetopplistan, sesta in Grecia, nona nella Germany Albums, decima in Svizzera ed Austria e disco d'oro in Polonia.
Nei due anni successivi la cantante è impegnata in un lungo tour per la promozione dell'album.
A settembre 2014 la cantante rivela sul suo account Twitter di essere al lavoro sul suo quarto album.
Il nuovo lavoro esce nel giugno 2015 col titolo Currency of Man: si tratta di una nuova svolta per la Gardot, che sperimenta sonorità soul, gospel e funky riconducibili alla black music degli anni '60 del XX secolo. Il singolo di lancio dell'album è stato Same to You, pubblicato nel marzo 2014 al momento dell'annuncio ufficiale dell'album; un mese dopo è invece stato pubblicato Preacherman, accompagnato da un video ispirato alla storia di Emmett Till.
Nel 2020 la cantante dà alle stampe Sunset in the blue, nel quale ritorna alle origini proponendo cover di celebri brani jazz assieme a inediti che riprendono le sonorità dei primi tre album. Il primo singolo, From Paris with Love, è stato registrato nei primi momenti della Pandemia di COVID-19: la cantante ha chiesto, per mezzo dei suoi social network, ai musicisti di tutto il mondo, disoccupati a causa del lockdown, di contribuire al brano con la registrazione in formato digitale di una parte musicale; i vari spezzoni sono stati quindi montati insieme.
Nel disco è presente anche il brano Little Something, cantato in duetto con Sting e con la parte strumentale affidata alla Royal Philharmonic Orchestra.
Nel 2022 verrà rilasciato il sesto album della cantante, dal titolo Entre eux deux: il disco, per solo piano e voce, sarà realizzato in collaborazione col pianista Philippe Powell.

## Discografia

### Album
- Some Lessons: The Bedroom Sessions (2005) (EP)
- Worrisome Heart (2008) EmArcy - seconda posizione nella classifica Jazz Albums ed ottava in Francia
- Live from SoHo iTunes Live from SoHo - EP (2009) Universal Classics & Jazz - seconda posizione nella classifica Jazz Albums
- My One and Only Thrill (2009) EmArcy - seconda posizione nella classifica Jazz Albums e nella VG-lista, prima nella Sverigetopplistan, quarta nella Syndicat national de l'édition phonographique e nella Germany Albums, quinta nella Ultratop 50 e nella IFPI Greece e nona in Danimarca
- Bye Bye Black Bird (2010) (EP)
- A Night with Melody (2011) (EP)
- The Absence (2012) Decca - prima posizione nella classifica Jazz Albums e nella VG-lista, terza nella Syndicat national de l'édition phonographique e nella Sverigetopplistan, nona posizione nella Germany Albums e disco d'oro in Polonia
- Currency of Man (2015) Decca
- Sunset In The Blue (2020) Decca
- Entre eux deux (con Philipe Powell) (2022) Decca

### Singoli
- Worrisome Heart (2008)
- Goodnite (2008)
- Quiet Fire (2008)
- Who Will Comfort Me (2009) - sesta posizione nella classifica Jazz Songs
- Baby I'm a Fool (2009) - quinto in Svezia e decimo in Norvegia
- Your Heart Is Black As Night (2011)
- Mira (2012)
- Amalia (2012)
- La vie en rose (2012)
- Same to you (2015)
- Preacherman (2015)
- From Paris with love (2020)
- Little Something (con Sting), (2020)
- This Foolish Heart could Love You (con Philippe Powell), (2022)